# Musaranya guarnida
La musaranya guarnida (Sorex ornatus) és una espècie de mamífer de la família de les musaranyes (Soricidae). Viu a Califòrnia (EUA) i Baixa Califòrnia (Mèxic).